# Kieran Moore
Kieran Moore est un médecin canadien. Depuis le 25 juin 2021, il est médecin hygiéniste en chef de l'Ontario, une province canadienne.

## Biographie
De 2011 à 2021, il occupe le poste d'officier médical de la santé pour la ville de Kingston, le comté de Frontenac et le comté de Lennox et Addington.
Le 25 juin 2021, Kieran Moore est nommé médecin hygiéniste en chef de l'Ontario,,.